# 杜甫墓与杜文贞公祠
杜甫墓与杜文贞公祠，位于湖南省岳阳平江县安定镇小田村，为祠墓合一的祭祀建筑群。杜甫墓始建于唐，杜子祠为清代重修。1983年，杜甫墓被列为湖南省省级文物保护单位。2006年，杜甫墓与杜文贞公祠被列为省级文物保护单位。

## 建筑
整体呈长方形布局，三进纵深，由祠墓、官厅、僧舍并列三院组成。祠后建有“铁瓶诗舍”和“浣花草堂”等附属建筑，祠院周围为磨砖清水墙。杜甫墓坐北向南，墓冢底径8米，高1.3米，周围用红石砌围。墓碑高2.2米，宽0.92米，上刻“唐左拾遗员外郎杜文贞公墓”，“清光绪九年癸未冬十月吉中李宗莲刊”等字。墓前的20米处建有墓庐，后命名为“诗圣遗阡”。
文化大革命期间（1966-1976年），杜甫墓遭破坏，古墓祠差点被夷为平地，后被用作当地小学的教室。为宋以前砖室墓，有两耳室。内有石灯一件和已经霉烂的古书一堆，糯米泥敷柳藤球三个。已按原貌修复。
1997年4月被评为“岳阳十景”之一，名为“诗圣留踪”。